# توماسفيل
توماسفيل (بالإنجليزية: Thomasville)‏ هي مقر مقاطعة توماس في الولايات المتحدة. المدينة هي ثاني أكبر مدن جنوب غرب جورجيا بعد ألباني.
تعتبر المدينة نفسها مدينة الورد ويقام بها مهرجان ورود سنوي. البلدة بها مزارع مفتوحة للجمهور، حي تاريخي في وسط المدينة، وسوق خضار كبير، وبها شجرة بلوط عمرها 320 عاما في ركن من أركان شوارع مونرو وكروفورد. بلغ عدد السكان 18,413 في تعداد عام 2010.

## المناخ
يظهر الجدول التالي التغييرات المناخية على مدار السنة لتوماسفيل:
| البيانات المناخية لـتوماسفيل      | البيانات المناخية لـتوماسفيل | البيانات المناخية لـتوماسفيل | البيانات المناخية لـتوماسفيل | البيانات المناخية لـتوماسفيل | البيانات المناخية لـتوماسفيل | البيانات المناخية لـتوماسفيل | البيانات المناخية لـتوماسفيل | البيانات المناخية لـتوماسفيل | البيانات المناخية لـتوماسفيل | البيانات المناخية لـتوماسفيل | البيانات المناخية لـتوماسفيل | البيانات المناخية لـتوماسفيل | البيانات المناخية لـتوماسفيل |
| الشهر                             | يناير                        | فبراير                       | مارس                         | أبريل                        | مايو                         | يونيو                        | يوليو                        | أغسطس                        | سبتمبر                       | أكتوبر                       | نوفمبر                       | ديسمبر                       | المعدل السنوي                |
| --------------------------------- | ---------------------------- | ---------------------------- | ---------------------------- | ---------------------------- | ---------------------------- | ---------------------------- | ---------------------------- | ---------------------------- | ---------------------------- | ---------------------------- | ---------------------------- | ---------------------------- | ---------------------------- |
| الدرجة القصوى °ف (°م)             | 86 (30)                      | 86 (30)                      | 96 (36)                      | 96 (36)                      | 102 (39)                     | 104 (40)                     | 106 (41)                     | 104 (40)                     | 106 (41)                     | 97 (36)                      | 89 (32)                      | 85 (29)                      | 106 (41)                     |
| متوسط درجة الحرارة الكبرى °ف (°م) | 63 (17)                      | 68 (20)                      | 73 (23)                      | 79 (26)                      | 86 (30)                      | 90 (32)                      | 92 (33)                      | 91 (33)                      | 87 (31)                      | 81 (27)                      | 73 (23)                      | 65 (18)                      | 79 (26)                      |
| متوسط درجة الحرارة الصغرى °ف (°م) | 39 (4)                       | 42 (6)                       | 47 (8)                       | 53 (12)                      | 61 (16)                      | 69 (21)                      | 71 (22)                      | 71 (22)                      | 67 (19)                      | 57 (14)                      | 49 (9)                       | 41 (5)                       | 56 (13)                      |
| أدنى درجة حرارة °ف (°م)           | 5 (−15)                      | 11 (−12)                     | 19 (−7)                      | 30 (−1)                      | 41 (5)                       | 48 (9)                       | 56 (13)                      | 53 (12)                      | 37 (3)                       | 26 (−3)                      | 11 (−12)                     | 8 (−13)                      | 5 (−15)                      |
| الهطول إنش (مم)                   | 4.80 (122)                   | 4.88 (124)                   | 5.67 (144)                   | 3.08 (78)                    | 3.00 (76)                    | 5.84 (148)                   | 5.68 (144)                   | 5.72 (145)                   | 4.52 (115)                   | 3.02 (77)                    | 3.44 (87)                    | 3.65 (93)                    | 53.3 (1٬353)                 |
| المصدر: The Weather Channel       |                              |                              |                              |                              |                              |                              |                              |                              |                              |                              |                              |                              |                              |

## أعلام
- ثيودور جيلارد توماس
- روبرت كارتر
- دوغ بيرد
- كين هولواي
- إلبيردغ براينت
- جوان وودوارد
- جويل كارتر
- تشارلي وارد
- بروذر جو ماي
- هوارد ميلفيل حنا